# Волчья пещера
Во́лчья (фин. Susiluola) — пещера в Финляндии недалеко от города Кристинестад в провинции Похьянмаа, на берегу реки Карийоки.
Пещера уникальна тем, что во время последнего ледникового периода была скрыта толщей ледника и находилась ниже уровня моря. В 1996 году при раскопках обнаружены каменные орудия труда возрастом 130—120 тысяч лет и другие следы, возможно, деятельности неандертальцев во время эемского потепления.

## Пещера
Площадь пещеры 400 квадратных метров. Представляет собой горизонтальную щель в скале и очень древняя. Уровень моря в разные исторические периоды образовал на дне пещеры 6 осадочных слоёв. Возраст самых старых несколько сотен тысяч лет.